# Сан-Луис-Гонзага
Сан-Луис-Гонзага (порт. São Luiz Gonzaga)  —  муниципалитет в Бразилии, входит в штат Риу-Гранди-ду-Сул. Составная часть мезорегиона Северо-запад штата Риу-Гранди-ду-Сул. Входит в экономико-статистический  микрорегион Санту-Анжелу. Население составляет 35 233 человека на 2006 год. Занимает площадь 1 297,922 км². Плотность населения — 27,1 чел./км².
Праздник города —  3 июня. 

## История
Город основан в 1687 году.

## Статистика
- Валовой внутренний продукт на 2003 составляет 327.960.073,00 реалов (данные: Бразильский институт географии и статистики).
- Валовой внутренний продукт на душу населения на 2003 составляет 9.135,89 реалов (данные: Бразильский институт географии и статистики).
- Индекс развития человеческого потенциала на 2000 составляет 0,800 (данные: Программа развития ООН).

## География
Климат местности: субтропический.